# Федерация сумо России
Федерация сумо России (ФСР) — общероссийская общественная организация, занимающаяся развитием и популяризацией борьбы сумо в России, является членом Олимпийского комитета России (ОКР), Комитета национальных и неолимпийских видов спорта России (КННВС) и Российского Союза боевых искусств (РСБИ). Осуществляет деятельность в 43 регионах России.

## История
В 1992 году 25 стран, в том числе и Россия, создали Международную федерацию сумо. На тот момент сумо существовало в виде секции в составе Федерации дзюдо России. Уже в 1993 году российские спортсмены получили награды на II чемпионате мира: Хабиль Бикташев получил бронзовую медаль в тяжёлом весе, а сборная России заняла третье место в командных соревнованиях.
В 1996 году инициативная группа в составе Б. М. Антонова, Г. И. Калеткина, С. С. Карпова, В. В. Сободырева, В. И. Ратова наметила пути создания Российской федерации сумо. Она была создана в 1998 году на учредительной конференции в Подольске.
Федерация занялась подготовкой новой российской сборной, для чего провела два чемпионата России по сумо, чемпионаты Москвы и Санкт-Петербурга, и по их по результатам отобрала спортсменов в команду страны. В 1999 году сборная команда России впервые выступила на чемпионатах мира и Европы. На V чемпионате Европы 1999 года в Кохтла-Ярве (Эстония) российские спортсмены получили 2 золотые (Виктория Бетеева, Аяс Монгуш), 3 серебряные и 4 бронзовые медали. На VIII чемпионате мира в Ризе (Германия) российские спортсмены получили 2 золотые (Наталья Писарева, Виктория Казунина), 3 серебряные и 4 бронзовые медали, заняв по количеству медалей и числу очков первое общекомандное место.
В 2001 году борьба сумо была включена в программу Всемирных игр, на которых золото получила Олеся Коваленко. Первым чемпионом мира среди мужчин стал в 2000 и 2001 годах тывинский борец Аяс Монгуш.
2 февраля 2002 года в Москве во Дворце спорта «Крылья Советов» состоялся IV Международный турнир по сумо.
В 2005 году вид спорта «сумо» включен во Всероссийский реестр видов спорта (номер-код вида спорта: 170001511Я)
В 2019 году сумо включено в спортивную программу работы V Восточного экономического форума, который проводился во Владивостоке .
Приказом Минспорта России от 05.08.2019 № 617 ФСР была наделена правами и обязанностями общероссийской спортивной федерации по виду спорта «сумо» сроком на 3 года.
31 марта 2019 года на конференции в Олимпийском комитете России президентом ФСР был избран Роман Илиев.
Одними из первых мероприятий, организованных федерацией сумо, стали две матчевые встречи в 2019 году между сборными командами по сумо России и Японии: в рамках Всероссийского Олимпийского дня в московских Лужниках и ВЭФ-2019 во Владивостоке в 2019 году.
Федерация добилась проведения в России крупнейших соревнований: (чемпионат Европы-2021 и Чемпионат мира по сумо-2022.
На 2020 год федерация сумо была представлена в 43 субъектах Российской Федерации: в 20 регионах действовали аккредитованные региональные федерации и 23 — региональные структурные подразделения.